# GRO J1655-40

ثقب أسود 1655-40 في الفلك (بالإنجليزية :GRO J1655-40 ) هو نجم ثنائي يتكون من نجم من التصنيف F5
وقرين له عظيم الكتلة، لا يُرى (ثقب أسود) ، ويدوران حول مركز ثقلهما كل 6و2 يوم . يوجد الثنائي في كوكبة العقرب . يبعد هذا النظام عنا بين 5.500 - 11.000 سنة ضوئية.
تبين المشاهدة خروج غاز من النجم المضيئ ويسقط على النجم المظلم في مسار حلزوني، ويبدو أن النجم المظلم ثقب أسود نجمي تبلغ كتلته عدة كتل شمسية. كما يصدر هذا الثنائي أشعة إكس تصدر من الغاز الساخن السريع المنهار على الثقب الأسود وأما النجم المضيئ فله كتلة عدة كتل شمسية وهو من فئة طيفية F .
يعتبر GRO J1655-40 و GRS 1915+105 اثنان من نوع نجم زائف صغيري microquasar قد تشكل نوعا متوسطا بين ثقب أسود عظيم الكتلة والتي يعتقد أنها تقود نجوم زائفة خارج مجرتنا وأنظمة ثقوب سوداء (صغيرة) موجودة في المجرة . وكلا النوعان يصدر نفاثتين من الغاز تنطلقان بسرعات عالية جدا من قطبيهما مماثلة لتلك التي تخرج من حوصلة مجرة نشطة.

## خصائص النجم المرئي
(تعطي الخصائص التالية صفات النجم المرئي حيث أن الثقب الأسود قرينه لا يُرى مباشرة، وإنما يعرف من قرص المادة المنجذبة إليه من النجم، وتُشع تلك المادة أشعة سينية نظرا لطاقتها العالية ) .
- مطلع مستقيم=16سا 54د 00.14ث[6]
- ميل=−39° 50′ 44.9″[6]}}
- طيف ، فئة | F5IV[6]
- قدر ظاهري : 17.0
- بعده عنا : 5,500—11,000 سنة ضوئية
- الكتلة =?
- نصف القطر:=?
- درجة الحرارة: 6000-8000 كلفن [7]
- تسميات الثنائي: GRO J1655-40 و V1033 Sco (في 1033 العقرب)
- توجد في كوكبة العقرب.

## اقرأ أيضا
- ثقب أسود A0620-00

## وصلات خارجية
- http://blackholes.stardate.org/directory/factsheet.php?id=11
- Simbad
- "GRO J1655-40: NASA's Chandra Answers Black Hole Paradox". Chandra X-ray Observatory. Harvard-Smithsonian Center for Astrophysics. 21 يونيو 2006. مؤرشف من الأصل في 2019-05-26. اطلع عليه بتاريخ 2010-04-24.